# Katarzyna Meloch
Katarzyna Meloch (ur. 7 maja 1932 w Warszawie, zm. 26 lipca 2021) – polska dziennikarka, redaktorka i działaczka środowiska osób ocalałych z Holocaustu.

## Życiorys
Urodziła się w Warszawie w zasymilowanej, niereligijnej rodzinie żydowskiej, jako córka Maksymiliana, historyka i Wandy z domu Goldman, filologa klasycznego.
Po wybuchu II wojny światowej wraz z rodzicami wyjechała do Białegostoku. Po ataku III Rzeszy na Związek Radziecki w czerwcu 1941 jej rodzice zostali najprawdopodobniej zamordowani, a ona trafiła do domu dziecka przy ulicy Częstochowskiej na terenie białostockiego getta. Po pewnym czasie skontaktowała się ze swoim wujem z getta warszawskiego i została przez niego zabrana do Warszawy, gdzie również trafiła do getta. Stąd wyszła na „aryjską stronę” i dzięki „Żegocie” trafiła do Turkowic, do klasztoru sióstr Służebniczek Najświętszej Maryi Panny, które ratowały żydowskie dzieci. Otrzymała fałszywe papiery na nazwisko Irena Dąbrowska, którego używała do 1968. Tam doczekała końca wojny i wróciła do Warszawy.
Była współzałożycielką i działaczką Stowarzyszenia Dzieci Holocaustu i współredaktorką czterech tomów książki Dzieci Holocaustu mówią....
Pochowana na cmentarzu żydowskim w Warszawie.